# 藍牙技術聯盟
藍牙技術聯盟（英語：Bluetooth Special Interest Group，縮寫為），是一個以制定藍牙規範，與推動藍牙技術為宗旨的國際組織。它擁有藍牙的商標，認證並授權製造廠商使用藍牙技術與藍牙標誌，但本身不負責藍牙裝置的設計、生產及販售。
1999年5月20日，由索尼爱立信、IBM、英特尔、诺基亚及东芝組成。總部位於美國華盛頓州柯克蘭（Kirkland, Washington），目前的執行董事為Michael W. Foley。

## 简介
蓝牙技术提供了一种方法，可通过安全，低成本，全球可用的短程无线电频段在PDA，笔记本电脑，计算机，打印机和数码相机等无线设备之间交换信息。蓝牙技术最初由爱立信开发，如今已被许多不同的制造商用于许多不同的产品中。这些制造商必须是藍牙技術聯盟的准成员或推广者，才能被授予早期访问蓝牙规范的权限，但是已发布的蓝牙规范可通过藍牙技術聯盟网站bluetooth.com在线获得。
藍牙技術聯盟拥有蓝牙文字标志，图形标记和组合标志。这些商标已被许可用于将蓝牙无线技术集成到其产品中的公司。要成为被许可方，公司必须成为藍牙技術聯盟的成员。 技術聯盟还管理资格认证计划，使用蓝牙无线技术的任何产品所需的认证流程以及蓝牙技术的知识产权许可的前提条件。藍牙技術聯盟的主要任务是发布蓝牙规范，保护蓝牙商标并宣传蓝牙无线技术。2016年，藍牙技術聯盟引入了新的视觉和创意身份，以支持蓝牙技术作为物联网（IoT）的催化剂。此项更改包括更新的徽标，新的标语和弃用Bluetooth Smart和Bluetooth Smart Ready徽标。
藍牙技術聯盟在1998年成立之初，主要由一名从其会员公司借调的高效人员来管理。2001年，汤姆·希普（Tom Siep）担任该集团的董事总经理，而从2002年至2004年，麦克·麦卡蒙（Mike McCamon）领导该集团担任其执行董事。2004年，他被迈克尔·弗莱（Michael W. Foley）取代。2012年中，马克·鲍威尔（Mark Powell）接任技術聯盟现任执行董事。从2002年开始，我们聘请了由运营，工程和市场营销专家组成的专业员工。从2002年到2004年，藍牙技術聯盟的总部位于美国堪萨斯州的欧弗兰帕克，现在位于华盛顿的柯克兰。除其专业员工外，技術聯盟还受到其35,000多家成员公司的支持，这些成员参加了各个工作组，这些工作组负责制定标准化文件并监督新产品的认证过程并帮助推广技术。

## 认证
除了技术本身的发展以外，认证过程是蓝牙技术最重要的方面之一，它支持互操作性，符合蓝牙规范并增强蓝牙品牌。
藍牙技術聯盟的成员必须完成其蓝牙支持产品的认证和声明过程，以证明并声明其对 （页面存档备份，存于）的遵守。
认证过程的主要目的是让会员通过测试和记录证明其产品符合采用的规范。认证完成后，成员需要完成声明过程。成员声明他们同时遵守蓝牙专利/版权许可协议和蓝牙商标许可协议（“BTLA”）。
可以在藍牙技術聯盟公共门户上获得这两个过程的概述，包括过程的步骤，类型和费用。

## 外部連結
- 藍牙技術聯盟（页面存档备份，存于）